# Maranhão
Maranhão é uma das 27 unidades federativas do Brasil, localizada na Região Nordeste  englobando a sub-região Meio-Norte do País. O estado faz divisa com três estados brasileiros: Piauí (leste), Tocantins (sul e sudoeste) e Pará (oeste), além do Oceano Atlântico (norte). Com área de 331 937,450 km² e com 217 municípios, é o segundo maior estado da região Nordeste e o oitavo maior do Brasil. Com uma população de 6 775 152 habitantes, é o 11º estado mais populoso do país. A capital e cidade mais populosa é São Luís. Em termos de produto interno bruto, é o quarto estado mais rico da Região Nordeste do Brasil e o 17º mais rico do Brasil. As principais atividades econômicas são a indústria (trabalho de transformar alumínio e alumina, celulose, alimentícia, madeireira), os serviços, o extrativismo vegetal (babaçu), a agricultura (soja, mandioca, arroz, milho) e a pecuária. Entre as Unidades da Federação, possui o menor Índice de Desenvolvimento Humano (IDH) do país, com 0,676 pontos.
Localizado entre as regiões Norte e Nordeste do Brasil, o Maranhão há o segundo maior litoral do país, resultando em uma grande diversidade de ecossistemas. São 640 quilômetros de extensão de praias tropicais, floresta amazônica, diversas variedades de cerrados, mangues, delta em mar aberto, dunas o único deserto do mundo com milhares de lagoas de águas cristalinas. Também é perceptível, na maior parte do ano (entre os meses de maio a novembro), a seca branda na Microrregião das Chapadas do Alto Itapecuru, acentuadamente em São João dos Patos e Barão de Grajaú. Essa diversidade está organizada em cinco polos turísticos, cada um com seus atrativos naturais, culturais e arquitetônicos. São eles: o polo turístico de São Luís, o Parque Nacional dos Lençóis Maranhenses, o Parque Nacional da Chapada das Mesas, o Delta do Parnaíba e o polo da Floresta dos Guarás. Com redução de altitudes e regularidade da topografia, apresenta-se um relevo modesto, superior a 90% da superfície inferior a 300 metros. Tocantins, Gurupi, Pindaré, Mearim, Parnaíba, Turiaçu e Itapecuru são os rios mais importantes e pertencem às bacias hidrográficas do Parnaíba, do Atlântico Nordeste Ocidental e do Tocantins-Araguaia.
O Rei de Portugal Dom João III dividiu a região do Maranhão em duas capitanias hereditárias, que o monarca entregou a Aires da Cunha e Fernando Álvares de Andrade, no ano de 1535 (região descrita como "grande baía com uma ilha"). A partir de então, até os franceses estabelecerem-se em 1612 (França Equinocial), o conhecimento da área não foi tomado por Portugal. Em 1615, no contexto da Conquista do Nordeste e Conquista da Amazônia (período de combate as forças estrangeiras que estabeleceram fortificações na região), uma expedição com portugueses e brasileiros partiu da Capitania de Pernambuco, sob ordem do governador-geral da Armada e Conquista do Maranhão Alexandre de Moura e liderança de Jerônimo de Albuquerque, visando expulsar os franceses e consolidar o domínio português e, por conseguinte, sua habitação. Como recompensa pelo êxito na empreitada, o General nomeou Jerônimo de Albuquerque Capitão-Mor da Conquista do Maranhão e, em 1621, foi instituído o Estado do Maranhão, por Filipe II de Portugal (e Filipe III da Espanha) no Norte do América Portuguesa, porém instalado em 1626 devido aos conflitos com os holandeses. Sendo o novo Estado uma colônia independente e autônoma do Estado do Brasil, a criação da Capitania do Maranhão ocorreu em paralelo à fundação do Estado do Maranhão, ficando a Capitania subordinação ao Estado.
Em 1641, os neerlandeses ocupam a ilha de São Luís, donde foram expulsos pelos portugueses em 1644 consolidado o domínio português,  Em 1654, criou-se o Estado do Maranhão e Grão-Pará, devido ao progresso e ascensão da região de Belém, e à verificação pela Coroa Portuguesa que tal organização administrativa favorecia apenas a interesses pessoais de donatários e sesmeiros. Em 1774, dividiu-se Estado em duas unidades administrativas por Marquês de Pombal: o Estado do Maranhão e Piauí e Estado do Grão-Pará e Rio Negro. O Maranhão apenas foi conquistado pelo Império do Brasil em 1823, porque Portugal o defendeu muito fortemente, e somente depois que o almirante Lord Cochrane interveio, a pedido de Dom Pedro I. Em 1831, irrompeu-se a Setembrada, que pregou que fossem expulsos os portugueses e os frades franciscanos, e, em 1838, a Balaiada, um movimento popular que contrariava a aristocracia rural. A economia declinou devido à abolição da escravidão pela Princesa Isabel, só vindo à recuperação na época da Primeira Guerra Mundial.

## Etimologia
Os tupinambás inicialmente habitavam a região, esses consideravam-se filhos do grande ancestral e herói "Maíra", assim o topônimo "Mairi", utilizado para representar o território tupinambá (atuais estados brasileiros do Amapá, Pará e, Maranhão), com origem no nheengatu, inicialmente significaria o "território de Maíra" ou "terra dos filhos de Maíra". Mas essa divindade foi associada aos "homens brancos" e, em especial, aos navegadores franceses, passando a serem chamados de "Maíras" ou “Mair”, e assim a região de "Mairi" passou a representar o "lugar dos franceses".
Não há uma hipótese consensual para a origem do nome do estado do Maranhão. As teorias mais aceitas são: referência à expressão em língua tupi "Mar'Anhan", que significa "O mar que corre"; Maranhão era o nome dado ao Rio Amazonas pelos nativos da região antes da chegada dos navegantes europeus (nos países Andinos é chamado de rio Marañon, ao entrar no Brasil muda para rio Solimões, na confluência com o rio Negro muda para rio Amazonas).
Em 1720, o jesuíta Domingos de Araújo, publicou a obra "Crônica da Companhia de Jesus da Missão do Maranhão", na qual sustentou que o nome foi dado por uma expedição enviada por Cristovão Jaques que ao ver o Rio Amazonas o descreveu como "Maranhão" (grande mar).
No contexto da história do Brasil, a primeira referência à região como sendo o Maranhão ocorreu na época antes da criação das capitanias hereditárias, chamada de Conquista do Maranhão, em seguida foram criadas as duas seções da Capitania do Maranhão, em 1534.

## História

### Período pré-cabralino
Os vestígios mais antigos da presença humana no território maranhense são datados de 9 mil anos atrás. Durante os primeiros milênios de ocupação humana, o interior maranhense era ocupado por grupos de caçadores-coletores, enquanto o litoral era habitado pelos sambaquieiros e caçadores-coletores.
No início da colonização europeia, o território maranhense era habitado por diferentes povos indígenas, como os tupinambás, tremembés, amanaiés, guajajaras, timbiras, gamelas e barbados, os quais sofreram com um genocídio na colonização do estado, com muitas etnias desaparecendo. Nos séculos XVII e XVIII, com a colonização do Piauí, muitas tribos que viviam nessa região migraram para o interior do Maranhão. Atualmente, vivem em terras maranhenses as seguintes etnias indígenas: guajajaras, guajás, caapores, tembés e timbiras (canelas, cricatis, gavião do Oeste e pucobié-gavião).

### Colonização europeia
Em dezembro de 1498, a expedição portuguesa liderada por Duarte Pacheco Pereira explorou, em segredo, os litorais do Maranhão e do Pará, sendo esta a primeira vez em que os portugueses chegaram ao Brasil.
Em 1535, o rei de Portugal, Dom João III, dividiu a América Portuguesa em capitanias hereditárias, lotes de terras que eram dados a donatários, incumbentes de sua colonização. A Capitania do Maranhão foi dada a João de Barros, Fernão Álvares de Andrade e Aires da Cunha, que levaram a sério a missão colonizadora. Os colonizadores fundaram, em 1535, na ilha de Upaon-Açu (então denominada Trindade), a povoação de Nazaré. Essa primeira tentativa de colonização portuguesa fracassou, devido ao isolamento geográfico, abandono por parte autoridades portuguesas, falta de conhecimento da terra e hostilidade dos indígenas. Os portugueses tentaram colonizar outras vezes o Maranhão, mas fracassaram, o que permitiu com que outros europeus, sobretudo os franceses, estabelecessem comércio e contato com os indígenas locais.

#### Invasões estrangeiras

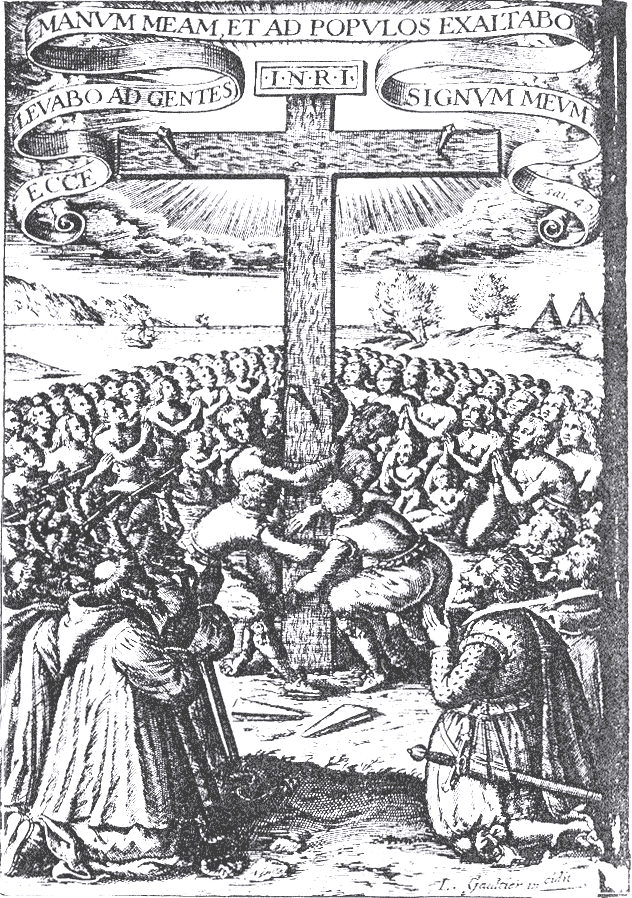
Ilustração da obra de Claude d'Abbeville, "Histoire de la mission..." (Paris, 1614): levantamento da cruz na colônia francesa.

Da tripulação dos três navios que se direcionavam ao Maranhão no final do século XVI, a maioria das pessoas permaneceu no terreno após o fracasso da expedição. O comandante dos três navios foi o capitão Jacques Riffault. Um dos tripulantes, Charles Des Vaux, estudou o idioma indígena e prometeu que lhes traria demais franceses para governá-los e defendê-los. De retorno à França, Des Vaux adquiriu do rei Henrique IV da França que Daniel de la Touche, senhor de La Ravardière, fosse junto com o tripulante ao Maranhão para comprovar as maravilhas que lhe narrara. Prometeu-se a conquista do novo território para a coroa francesa. Depois do falecimento do rei Henrique IV, em 1610, La Ravardière retornou à França e ali lutou num período de 15 anos pelo projeto de fundação da denominada França Equinocial. François de Razilly, senhor de Aumelles e Razilly, e Nicolas de Harlay, senhor de Sancy, barão de Molle e de Grosbois, estiveram interessados pelo empreendimento. A rainha regente da França e Navarra, Maria de Médici, permitiu que participassem os religiosos da Ordem dos Frades Menores Capuchinhos da expedição.
A esquadra francesa era constituída de três navios. Os comandantes dessa esquadra foram La Ravardiére e Razilly. Ambos foram solidários a Nicolas de Harlay de Sancy. A esquadra deixou o porto de Cancale, na atual região francesa da Bretanha e chegou em 26 de julho de 1612 a uma enseada maranhense. Deram o nome de Sant'Ana à ilha de menor porte onde chegaram a encostar o navio. A pequena ilha recebeu esse nome em honra à santa do dia. Ali levantaram a primeira cruz latina feita de madeira em solo maranhense. Os tripulantes da embarcação ficaram nessa ilha. Enquanto isso, Charles Des Vaux começou a conversar com os indígenas na ilha de Upaon-Açu. O segundo nome da ilha foi ilha do Maranhão e posteriormente ilha de São Luís. Ali, em 12 de agosto, foi celebrada a primeira missa solene. Escolheu-se o lugar da primeira fortificação. Com a cooperação dos indígenas, edificaram a primeira capela. Em 8 de setembro foi levantada a cruz na ilha de Sant'Ana. Abençoou-se o terreno e a fortificação recebeu o nome de Forte de São Luís. A origem do nome da cidade é uma homenagem ao rei santo da França Luís IX, que compartilhava o nome com o rei da França da época, Luís XIII. Eis o início da cidade de São Luís.

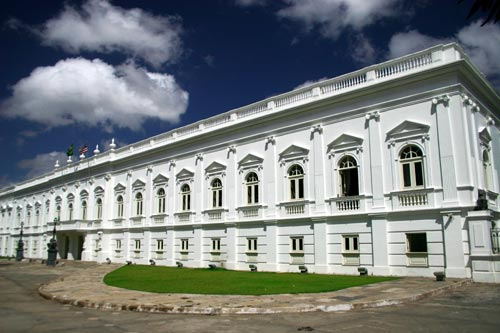
O atual Palácio dos Leões, construído no local onde ficava o forte estabelecido pelos franceses

Em julho de 1615, Francisco Caldeira de Castelo Branco, representando a Capitania de Pernambuco, exigiu que La Ravardière abandonasse a terra que conquistou. Jerônimo de Albuquerque mudou-se para a ilha, construiu o Forte de São José de Itapari e passou a lutar. Em 17 de outubro, uma frota pernambucana de nove navios e mais de 900 homens sob o comando de Alexandre de Moura aproximou -se da baía de São Marcos. Os portugueses desafiavam assim a fortaleza dos franceses. Durante o confronto entre as tropas francesa e portuguesa, Jerônimo de Albuquerque atacou por terra. La Ravardière não resistiu: em 3 de novembro devolveu a colônia, o forte, os navios e as armas.
Em 13 de junho de 1621, foi instituído o Estado do Maranhão, sediado em São Luís e separado do Estado do Brasil, o que se devia à dificuldade de comunicação do Maranhão com o restante da América Portuguesa. A instalação do Estado do Maranhão ocorreu em 1626, com a posse primeiro Governador, o Capitão-General Francisco Coelho de Carvalho.

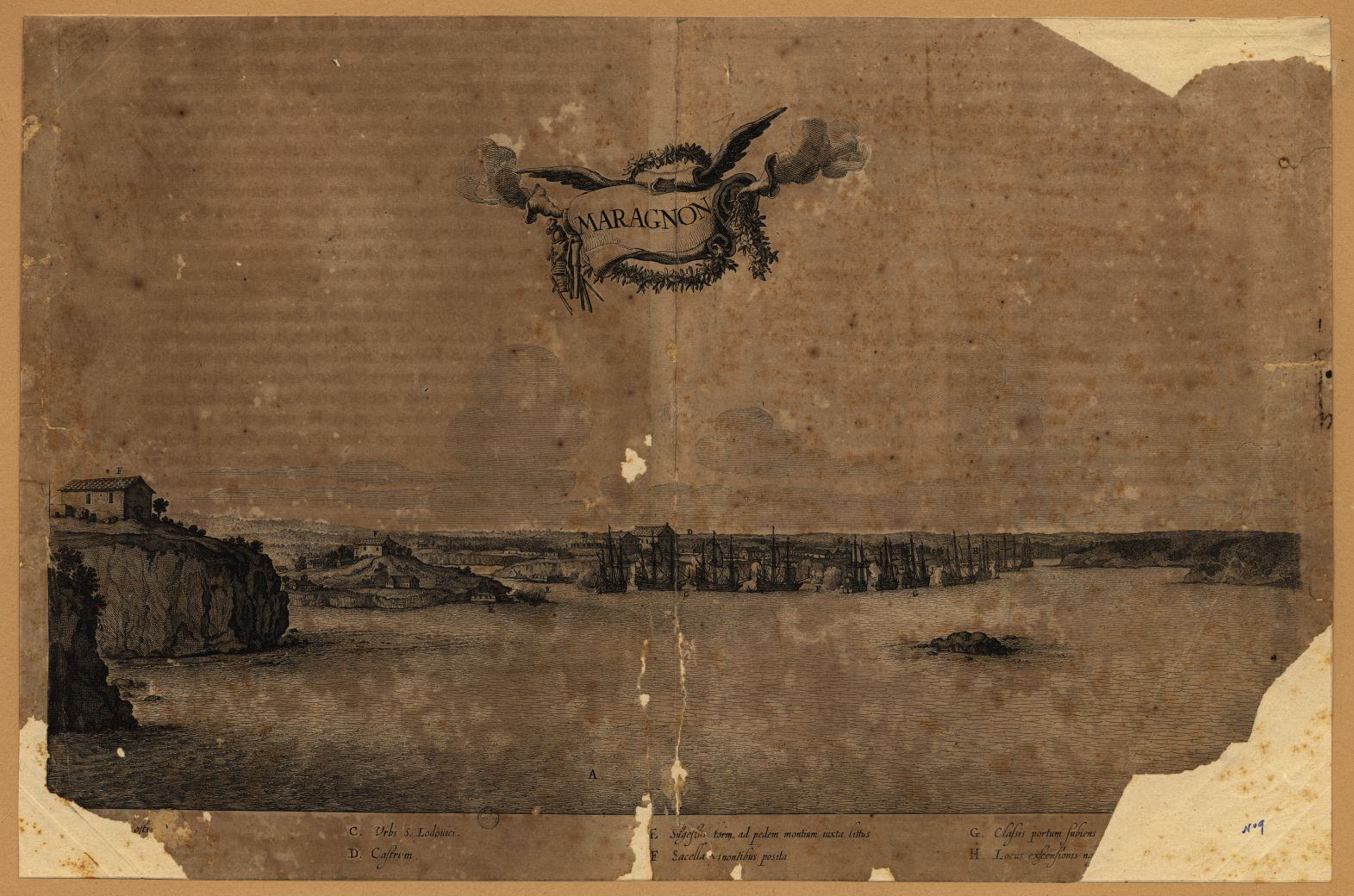
Maragnon, de Frans Jansz, 1645

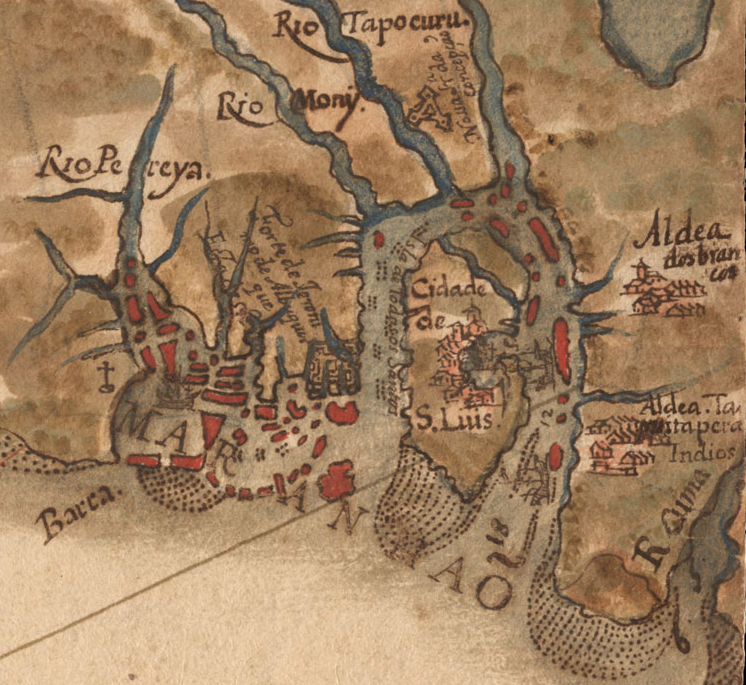
São Luís do Maranhão em mapa de 1629 por Albernaz I

Na época da invasão neerlandesa ao Maranhão, esteve aprisionado o aventureiro Gedeon Morris. Depois, esse homem estaria no comando da guarnição de Flandres na capitania do Ceará. As notícias transmitidas por Gedeon Morris a respeito das condições de vida em São Luís foram ouvidas interessadamente pelos invasores do Recife. Os portugueses defendiam com dificuldade seu entendimento. A paz entre Portugal e os Países Baixos estava firmada.
Em novembro de 1641 uma frota holandesa penetrou pela barra de São Luís e depois desceu pelo Desterro e destruiu a cidade. A frota neerlandesa foi encabeçada por Pieter Baas. O governador Bento Maciel Parente, veterano do sertão e assassino de indígenas, foi aprisionado irresistivelmente. Em Tapuitapera (atual Alcântara), no continente, Teixeira de Melo recebeu emissários do príncipe Maurício de Nassau. Maurício de Nassau lhe ofereceu o governo dos portugueses do Maranhão. Se a proposta fosse aprovada, o político teuto-neerlandês já se teria recolhido a São Luís. Mas, como a proposta foi recusada, a luta continuou até fevereiro de 1644. Nessa data, os neerlandeses retiraram-se depois dum período de 27 meses de ocupação intranquila, dos quais 17 meses foram um longo período de lutas. Sobrou dos neerlandeses a ruína do casarão onde residiu o governador Pieter Baas. A vista do porto e a planta da cidade foram registradas por Frans Post. Os originais desses desenhos hoje são parte integrante da exposição permanente no Museu Britânico. As gravuras foram reproduzidas no grande livro de Gaspar Barlaeus sobre o Brasil holandês. Depois a gravuras foram copiadas depois para a obra de santa Teresa sobre os conflitos militares entre Portugal e os Países Baixos.
Em 1654, foi criado o Estado do Maranhão e Grão-Pará, devido ao progresso e ascensão da região de Belém, e a Coroa Portuguesa verificou que a organização administrativa anterior favorecia apenas aos interesses pessoais de donatários e sesmeiros.
Durante a maioria do século XVII, a economia maranhense era baseada na extração das drogas do sertão e o cultivo da cana-de-açúcar, utilizando-se da mão-de-obra do indígena, visto que os maranhenses ainda não tinham condições de adquirir africanos escravizados.

#### Revolta de Beckman
A Coroa Portuguesa decidiu criar a Companhia de Comércio do Maranhão em 1682. Essa era a fórmula daquela época para o desenvolvimento das regiões que os europeus colonizaram como estes objetivos: o sistema de estanco a ser monopolizado, que teve o privilégio garantido para o comércio de produtos primeiramente necessários; a compra exclusiva e obrigatória de toda a produção do estado; e o fornecimento comprometido de escravos vindos da África, mais adequados para a dureza atarefada da agricultura em terras de clima equatorial, como forma de compensação proibitiva da caça ao indígena. Mas a estratégia não surtiu efeito, ou seja, houve a degeneração do sistema: para a compra, o pagamento do indivíduo que representava a companhia era muito barato. Transformou-se indignação em revolta. O mais importante líder do movimento foi Manuel Beckman. Beckmann nasceu em Lisboa. Seu pai era alemão e sua mãe portuguesa. A profissão de Beckmann era a de senhor de engenho no Mearim. Consta que foi assinado pelos conspiradores um papel em círculo. O objetivo desse documento era para que ninguém houvesse o direito de acusação contra algum deles por liderar o motim. Foi confundida por Beckmann a liberdade instintiva do comércio com o preconceito feroz contra o escravo: a vulnerabilidade era do ameríndio vitimado. A prisão doméstica do capitão-mor Baltasar Fernandes estava perante a custódia da esposa. Em seu colégio, ficou a incomunicabilidade do jesuítas. O fechamento das entradas do estanco armazenado foi definitivo.
Não era desejo da Junta dos Três Estados (clero, nobreza e povo) a independência. Naquela época essa junta já estava constituída. O governo colonial do Brasil enviou Tomás Beckman ao reino de Portugal. Tomás era irmão de Manuel. Foi explicado por ele ao monarca lusitano que não houve revolta contra Tomás. O desejo dos conspiradores foi ser livre para comerciar—o motivo era o fechamento do estanco armazenado—e para a caça ao indígena. Por essa razão, foram expulsos pelos conspiradores os religiosos da Companhia de Jesus, que embarcaram em dois navios. Decidiu-se criar uma guarda cívica e foram demitidos funcionários que não tiveram certeza se eram leais. Foi enviado por Beckmann um ministro plenipotenciário a Belém. Manuel Beckman dirigiu-se a Alcântara. Entretanto, não foi apoiado em ambos os lugares. Não foi aceita por Beckman uma proposta de corromper o governador Francisco de Sá de Meneses. Entretanto, foi iniciado o fracasso da chama do levante. São Luís recebeu o novo governador Gomes Freire de Andrade em 15 de maio de 1685. O militar português era comandante duma tropa formada por 150 soldados, que confraternizaram com os soldados terrestres. Os mais importantes conjurados se foram. O desembarque foi presenciado por Beckmann e apenas no dia posterior serviu como refúgio seu engenho.Nesse ocorreu o aprisionamento do líder da revolta. A explicação ao motivo da prisão de Beckmann era esta: traiu seu afilhado Lázaro de Melo. Concluiu-se pela abertura da devassa que a introdução e a manutenção do sistema de estanco era sinônimo de calote, engano e hostilidade. Mas Gomes Freire assinou sentença lavrada contra Jorge de Sampaio, Francisco Deiró e Manuel Beckman. Foi feita a declaração de culpa destes três homens por serem criminosos contra a autoridade real. Veio a fuga de Deiró e seu enforcamento em efígie. O padecimento de Sampaio e Beckman foi causada pela coragem da pena de morte. Foi declarada a extinção por Gomes Freire do contrato do estanco. Os jesuítas foram devolvidos pela mesma pessoa que extinguiu o estanco e acertado o governo.

#### Estado do Maranhão

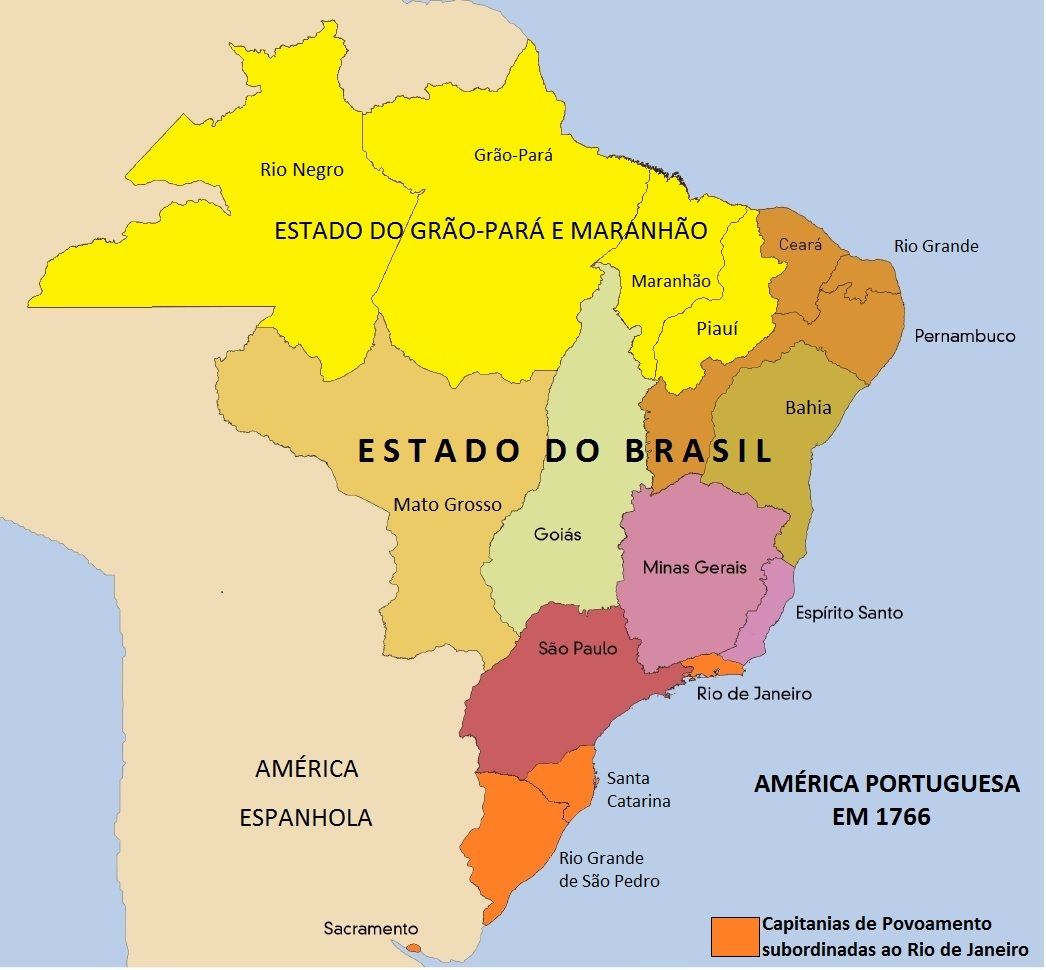
Estado do Grão-Pará e Maranhão durante o Brasil Colônia

Em 1751 o Estado do Maranhão e Grão-Pará passou a se chamar Estado do Grão-Pará e Maranhão, com capital transferida de São Luís a Belém, devido ao crescimento econômico com a produção de açúcar, algodão, tabaco e das drogas do sertão (sobretudo na capitania do Pará). Compreendia os atuais estados do Amazonas, Roraima, Pará, Amapá, Maranhão e Piauí.
Em 1755, foi criada a Companhia Geral de Comércio do Grão-Pará e Maranhão, a qual deveria garantir a vinda de escravizados africanos para a colônia, com monopólio da navegação e comércio exterior, além de fornecer crédito para os produtores locais e a introdução de melhores técnicas agrícolas. O crescimento econômico intensificou as disputas pela exploração e comércio das drogas, que levaram em 1759 a expulsão dos jesuítas, que controlavam estas atividades.
Durante o governo do primeiro-ministro português Marquês de Pombal (1750-77), houve uma mudança na economia maranhense, a qual passa a ser baseada sobretudo no cultivo de algodão, produto em demanda por causa da Revolução Industrial, mas também houve o cultivo de arroz. Para trabalhar nessas lavouras, foi trazido um grande número de africanos escravizados.
Em 1772, Marquês de Pombal dividiu o Estado em duas unidades administrativas: Estado do Maranhão e Piauí (com sede em São Luís); e Estado do Grão-Pará e Rio Negro (com sede em Belém). Em 1780, o algodão representava cerca de 24% das exportações brasileira, enquanto o açúcar respondia por cerca de 34%, diante da Guerra de Independência Americana e a crescente demanda por algodão na indústria têxtil inglesa. Em 1818, a economia maranhense atingiu um milhão de libras e movimentou 155 navios, sendo a quarta maior economia brasileira. Nesse período, São Luís era a quarta cidade mais populosa no Brasil. O apogeu econômico deste período pode ser representado com a construção dos casarões do Centro Histórico de São Luís e de Alcântara. O algodão representava cerca entre 73% e 82% das exportações do Maranhão no final do século XVIII e início do século XIX.

### Império

Mapa do Estado do Maranhão. Arquivo Nacional.

Inicialmente, o Maranhão não aderiu imediatamente à Independência do Brasil, por ter mais relações comerciais com Lisboa do que com o Rio de Janeiro. A aristocracia rural do interior maranhense aderiu primeiro às ideias independentistas e articulou um movimento para isolar São Luís, que era contrária à Independência. Com a ajuda de tropas mercenárias, lideradas pelo Lord Cochrane, o Maranhão aderiu à independência do Brasil em 28 de julho de 1823, quase 11 meses após o Grito do Ipiranga.
Em 1824, pelos chefes da Confederação do Equador que nasceram no Ceará, foram enviados emissários ao povo maranhense, na certeza de que seu liberalismo permitiria a participação revolucionária. Os chefes cearenses da Confederação do Equador estiveram presentes no Maranhão com as forças expedicionárias. As forças expedicionárias tiveram decisão no processo da independência. Em 1829, os revolucionários leram proclamações republicanas na localidade de Pastos Bons, à época o centro do movimento republicano e secessionista do estado, que daria origem à efêmera República de Pastos Bons.
A Balaiada foi um movimento político que eclodiu no Maranhão em 1838. Inicialmente, era uma luta entre as elites locais, mas logo se tornou um confronto das camadas populares (vaqueiros, escravizados, camponeses, quilombolas, etc.) contra a exploração e abusos das elites. A revolta acabou em 1841, com a sua derrota para as forças imperiais, lideradas por Luís Alves de Lima e Silva, que ficaria conhecido como Duque de Caxias.
O cultivo de algodão em Maranhão já estava em decadência na época da Balaiada, devido à concorrência internacional, e esse declínio se acentuou com a abolição do tráfico de escravizados (1850) e a recuperação da produção de algodão estadunidense após o fim da Guerra de Secessão (1861-65). Com a decadência algodoeira, o cultivo do açúcar ganhou destaque na economia maranhense, mas logo entrou em decadência, devido à concorrência com as Antilhas.

### República

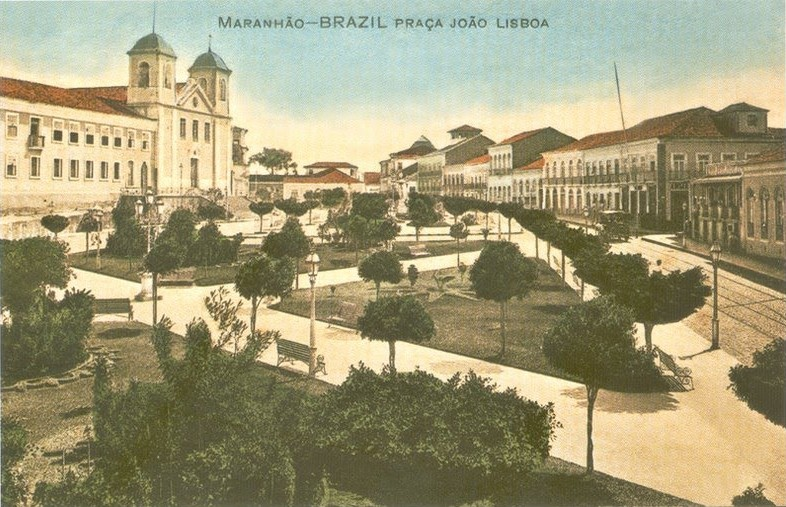
Cartão-postal de São Luis (1910)

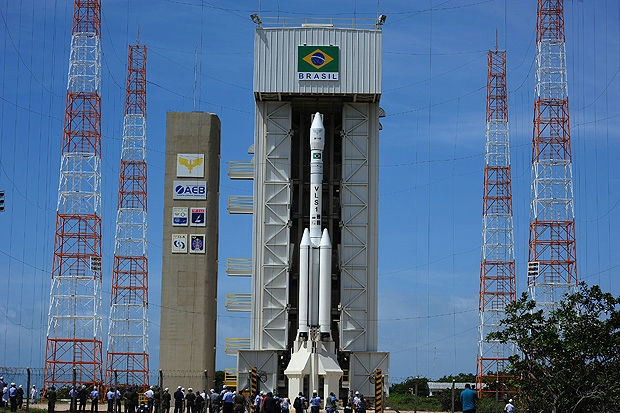
Torre Móvel de Integração do Centro de Lançamento de Alcântara

Em 1889, ocorreu a Proclamação da República e o Maranhão se tornou um Estado da Federação, tendo sua primeira constituição promulgada em 1891. O primeiro governo republicano no Maranhão foi a Junta governativa maranhense de 1889.
Na República, o Maranhão reforçou sua produção agrícola, com o extrativismo de carnaúba e babaçu, o que trouxe migrantes vindos do Pará e do interior de outros estados próximos do Nordeste. O século XX teve como primeiro governador do Maranhão o senhor João Gualberto Torreão da Costa. Durante a administração de Benedito Pereira Leite, pelo presidente eleito do Brasil Afonso Pena, o Maranhão foi visitado em 1906.
O movimento revolucionário de 1930 que entrou no Brasil Meridional tornou-se mais extensa e os revolucionários depuseram o governador José Pires Sexto em 1930. A Assembleia Legislativa aprovou uma nova constituição do estado datada de 16 de outubro de 1934, durante administração de Antônio Martins de Almeida. A Assembleia Legislativa emendou a constituição estadual em 1936 e a administração de Paulo Martins de Sousa Ramos tomou posse. Durante o Estado Novo, Getúlio Vargas nomeou Sousa Ramos como interventor.
Em 1966, José Sarney tomou posse como governador do Maranhão. Nos próximos 50 anos, o Maranhão foi governado por aliados de Sarney ou por sua filha, Roseana Sarney, governadora por quatro mandatos contando após a cassação de Jackson Lago. A eleição de Flávio Dino para o governo estadual, em 2014, pôs fim a quase 50 anos de domínio de Sarney e aliados na administração do Maranhão.
A partir dos anos 1960, há investimentos em agropecuária, extrativismo vegetal e mineração, com os estímulos da Sudene e Sudam, além da construção de infraestrutura. A economia se expandiu, com a cultura de grãos no sul do estado, a pecuária e a transformação do ferro extraído das minas dos Carajás, no vizinho Pará. Nos anos 1970, inaugurou-se a Usina Hidrelétrica de Boa Esperança e a fábrica de celulose e papéis. Na década de 1980, instalou-se em São Luís a fábrica de alumínio Alumar e constrói-se o centro de lançamentos espaciais em Alcântara.

## Geografia

### Geomorfologia, hidrografia e vegetação

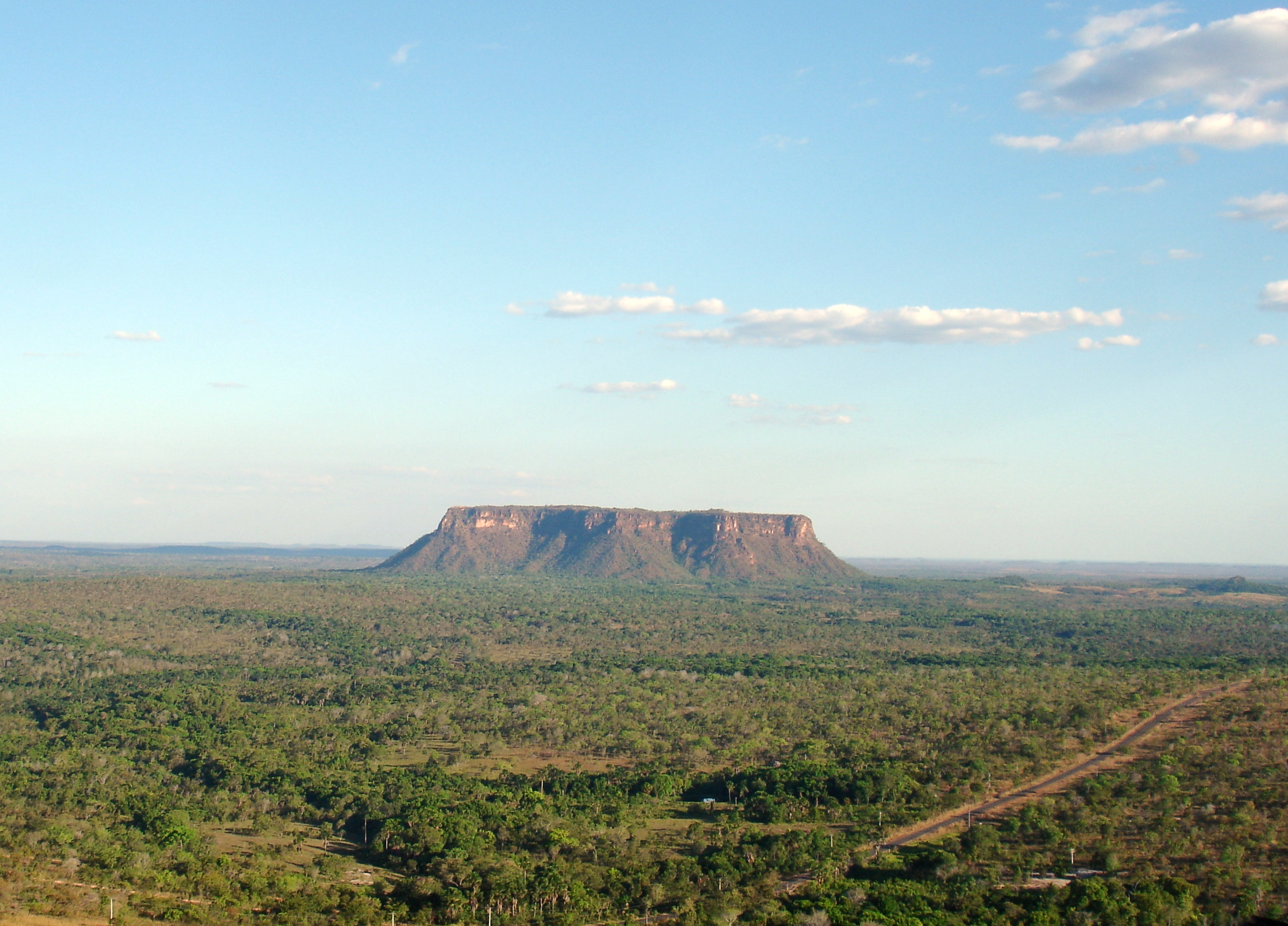
Morro do Chapéu no Parque Nacional da Chapada das Mesas

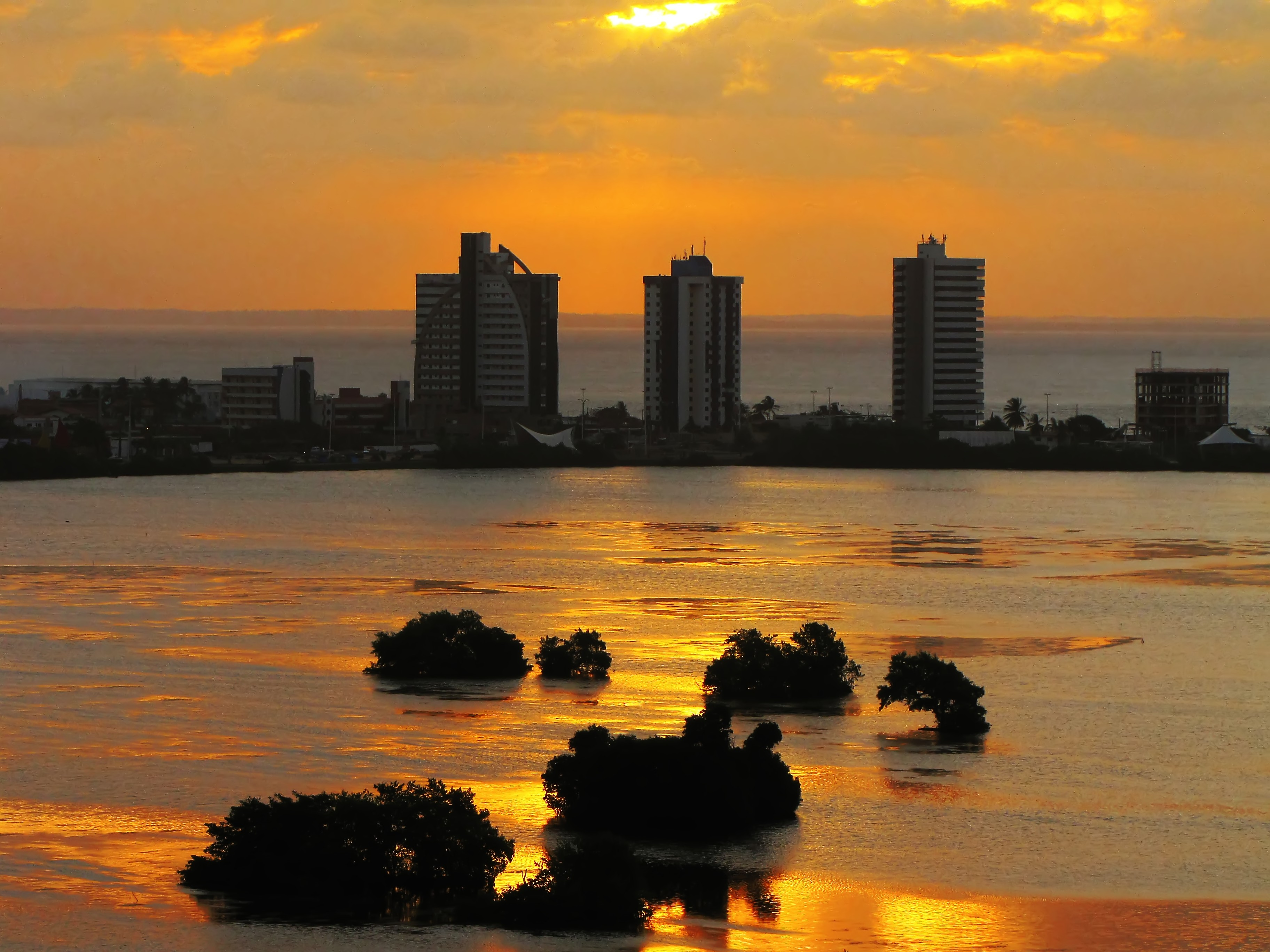
Parque Estadual da Lagoa da Jansen

Como a topografia do relevo do Maranhão é plana, são pertencentes ao estado 75% do território inferiores a 200m de altura e somente dez por cento superiores a 300m. As duas unidades geomorfológicas são: a baixada litorânea e o planalto. A baixada litorânea é dominada por um relevo cujos acidentes geográficos são colinas e tabuleiros, que se dividem em arenitos que pertencem à série Barreiras. Em algumas partes que se atopam no litoral, a incluir a ilha de Upaon-Açu, que se situa no coração do que se chama de Golfão Maranhense, o alcance desse relevo vai em direção à linha da costa. Nas demais, o mar separa o golfão maranhense através duma faixa de terrenos que são planícies, tendo sujeição à ocorrência de inundações no período chuvoso. É a planície litorânea propriamente dita, que no fundo do golfão passa a denominar-se Campo de Perizes. Na parte oriental do golfão maranhense, assume-se por esses terrenos o caráter da amplitude dos areais com formações dunares, que por elas é integrada à região litorânea entre a costa dos Lençóis e a baía de Tutóia.
É ocupado pelo planalto a totalidade do interior do estado cujo relevo é de um tabuleiro. Apresenta-se pelo planalto um conjunto feito de chapadões que se dividem em terrenos de sedimentação (arenitos xistosos e folhelhos). Perto do golfão maranhense se alcançam pelas elevações somente as altitudes entre 150 e 200m; na extremidade sul, entre 300 e 400m; e perto do divisor de águas, entre as bacias hidrográficas do Parnaíba e do Tocantins, atingem-se as cotas altimétricas de 600 m. São delimitados pelos talvegues do planalto os chapadões uns dos outros através da profundidade de entalhes, e por isso são apresentados pelos chapadões as escarpas de difícil subida que contrastam com a regularidade do topo.
A quase totalidade das bacias hidrográficas do estado faz-se do sul para o norte por meio da quantidade de rios independentes que deságuam no oceano Atlântico: Gurupi, Turiaçu, Maracaçumé, Pindaré, Grajaú, Mearim, Itapecuru e Parnaíba. No sudoeste do estado, uma pequena parte das águas escoadas dirige-se ao oeste. São integrados no sudoeste pequenos afluentes que deságuam na margem oriental do rio Tocantins.
A cobertura vegetal do Maranhão compõe-se basicamente de floresta, campos e cerrados. São ocupadas pelas florestas a totalidade da porção norte-ocidental do estado (Amazônia maranhense), isto é, muitas partes estão situadas na parte ocidental do rio Itapecuru. Nessas matas é muito abundante a palmeira do babaçu (mata dos cocais), produto básico do extrativismo vegetal da região. Os campos são dominantes ao redor do Golfão Maranhense e no litoral ocidental. São revestidas pelos cerrados as regiões leste e sul. No litoral, são assumidas pela vegetação feições variadas: campos de inundação (Baixada Maranhense), mangues e arbustos.

### Clima

Maranhão segundo a classificação climática de Köppen-Geiger

Na classificação climática de Köppen-Geiger, o principal grupo climático do Maranhão é o tropical (tipo A em Köppen), que no estado se subdivide em dois tipos climáticos, sendo eles, respectivamente: tropical de monção (Am), que apresenta um mês mais seco (que quase sempre se passa no ou logo após o solstício de inverno) com precipitação menor que 60 mm, mas equivalente a mais de 4% da precipitação anual total; No Maranhão, o clima tropical de monção encontra-se na porção noroeste do estado, na divisa com o Pará. e tropical de savana (Am/As), que apresenta uma estação mais seca no inverno (Aw) ou no verão (As), onde o mês mais seco tem precipitação inferior a 60 mm e equivale a menos de 4% da precipitação anual total. Esse é o tipo climático predominante no Maranhão, onde no litoral a estação seca é no verão (As) e no restante do estado é no inverno (Aw).
Nalgumas classificações, no Maranhão, existem três tipos distintos de clima: o tropical superúmido de monção, o tropical com chuvas de outono e o tropical com chuvas de verão. São apresentados pelos três as semelhanças que há entre os três regimes térmicos, com elevação das temperaturas médias anuais, que oscilam perto de 26 °C, mas são diferentes quanto ao comportamento das chuvas. Pelo primeiro tipo, que domina no oeste do estado, é apresentada a maior elevação dos totais (mais de 2 000 mm ao ano); é apresentado pelos outros dois chuva entre 1 250 e 1 500 mm ao ano e estação seca com boa marcação, e são diferentes entre si, como é indicado por seu próprio nome, pela época em que caem as chuvas. Os verões são quentes, com máximas ultrapassando os 40 °C com frequência, e, no inverno, que coincide com a estação seca; as temperaturas podem chegar próximo aos 10 °C em cidades do sul maranhense, configurando assim, uma grande amplitude térmica.
Noutra classificação adotada, o clima no estado pode-se assim definir: Equatorial, que ocorre no extremo oeste, sendo quente e chuvoso, regido pelo deslocamento da Zona de Convergência Intertropical (ZCIT) e pela Massa Equatorial Continental (mEc), ambas com marcante atuação no outono e inverno; e Tropical semiúmido, na região central e leste, apresenta um período seco entre quatro a seis meses, entre o inverno e a primavera, em razão de uma influência menos expressiva das massas de ar citadas. O regime pluviométrico é de 1 000 a 1 200 mm ao ano.

## Demografia
O Maranhão possui 217 municípios distribuídos em uma área de 329 651,496 km², sendo o oitavo maior estado do Brasil, um pouco menor que a Alemanha. Sua população no Censo Demográfico de 2022 era de 6.775.152 habitantes, sendo o décimo segundo estado mais populoso do país, com população superior à da Jordânia. Cerca de 63,08 por cento dos maranhenses vivem em áreas urbanas. O Maranhão possui 20,55 habitantes por km² (2022), sendo o décimo sexto na lista de estados brasileiros por densidade demográfica.
O Maranhão tem o Índice de Desenvolvimento Humano igual a 0,676 (2021), sendo o com menor IDH na lista dos estados brasileiros por IDH. O estado também possui a menor expectativa de vida do Brasil, de 70,9 anos (2017). O Maranhão apresenta o sétimo maior índice de mortalidade infantil do Brasil. De acordo com dados do Instituto Brasileiro de Geografia e Estatística, de cada mil nascidos no Maranhão por ano, 16,3 não sobreviverão ao primeiro ano de vida (2019). Vários fatores contribuem para o alto índice de mortalidade infantil no estado: dentre eles, o fato de que menos da metade da população tem acesso à rede de esgoto e o de que quase trinta por cento da população não tem acesso a água tratada.

### Urbanização
De acordo com um estudo realizado pela Fundação João Pinheiro, Maranhão é um dos estados com o maior déficit habitacional relativo do país, com referência em dados obtidos em 2019, contudo, houve avanços: em 2007, o Maranhão era o estado com maior déficit habitacional relativo do país, o que podia à época ser atribuído ao "processo histórico de concentração de renda" no estado.
O Maranhão apresenta um déficit de 15,2 por cento (em relação ao total de domicílios particulares permanentes e improvisados), segundo estudos de 2019, feitos pela Fundação João Pinheiro, sendo que atualmente o maior déficit relativo encontra-se no Amapá (17,8%), seguido por Roraima (15,2%), tendo ficado o Maranhão (15,25%) na terceira posição.
Em termos absolutos, o déficit no estado chega a 329.495 unidades, o sexto maior do país. O déficit maranhense representa 5,6 por cento do déficit absoluto total brasileiro, estimado em 5.876.699. A média maranhense é quase duas vezes maior do que a nacional, de 8,0 por cento.

### Composição étnica
Composição étnica do Maranhão (2022)
O Maranhão é um dos estados mais miscigenados do Brasil, o que pode ser demonstrado pelo alto número de autodeclarados pardos (68,8%) na população, conforme dados do Instituto Brasileiro de Geografia e Estatística, resultado da grande concentração de indígenas e africanos nas lavouras de cana-de-açúcar, arroz e algodão. De acordo com um estudo genético realizado em 177 indivíduos da capital São Luís, a ancestralidade encontrada foi 42% europeia, 39% indígena e 19% africana. Devido ao alto componente indígena, o estudo concluiu que a população de São Luís tem um perfil genético mais próximo dos brasileiros dos estados do Norte do Brasil, como dos habitantes de Belém do Pará, do que dos brasileiros dos demais estados do Nordeste; porém os pesquisadores enfatizaram serem necessários mais estudos para confirmar a análise.
Os grupos indígenas remanescentes e predominantes são dos grupos linguísticos macro-jê e tupi.
No tronco macro-Jê, destaca-se a família jê, com povos falantes da língua Timbira (Mehim)ː Kanela (Apanyekra e Ramkokamekra), Krikati, Gavião Pukobyê, Krepumkateyê e Krenyê. No tronco tupi, a família tupi-guarani, com os povos falantes da língua tenetehara (Guajajara e Tembé), Urubu-Kaapor, além dos Awá-Guajá, concentrados principalmente no bioma da Amazônia, no Alto Mearim e na região de Barra do Corda e Grajaú. Povos como os Akroá-Gamela e Tremembés ainda lutam por reconhecimento étnico e demarcação de terras.
De acordo com John Hemming, havia por volta de 1 milhão de indígenas no Maranhão em 1500. Houve forte tráfico negreiro entre os séculos XVIII e XIX, que trouxe milhares de negros da Costa da Mina e da Guiné, mais precisamente do Benim, antigo Daomé, Gana e Togo, mas também em levas não menos importantes de africanos do Congo, Cabinda e Angola. Embora a matriz da cultura maranhense seja portuguesa, muitas tradições deste estado têm forte marca das culturas das Áfricas Central e Ocidental: culinária (Arroz de Cuxá), religião (Tambor de Mina e Terecô), festas (Bumba-Meu-Boi e Tambor de Crioula) e músicas (Reggae no Maranhão). Atualmente, o Maranhão conta muitas comunidades quilombolas em toda região da Baixada, rio Itapecuru e Mearim.
A população branca, 24,9 por cento, é quase exclusivamente composta de descendentes de portugueses, dada a pequena migração de outros europeus para a região. Ainda no início do século XX a maior parte dos imigrantes portugueses era oriunda dos Açores e da região de Trás-os-Montes. Também no século XX, vieram contingentes significativos de sírios e libaneses, refugiados do desmonte do Império Otomano e que hoje têm grande e tradicional presença no estado. A proximidade com a cultura portuguesa e o isolamento do estado até à primeira metade do século XX gerou um sotaque local próprio e ainda bastante similar ao português falado em Portugal, praticando os maranhenses uma conjugação verbal e pronominal próxima da portuguesa. A região do Maranhão é considerada a primeira a receber colonos ilhéus (açorianos) de forma organizada. Em 1619, cerca de 300 casais chegaram ao Maranhão, sendo que o número total de pessoas girava em torno de mil pessoas, número significativo para a época. Além dos casais iniciais, vindos com Estácio da Silveira em 1619, outros se seguiram: em 1621 chegaram 40 casais com Antonio Ferreira de Bettencourt e Jorge de Lemos Bettencourt; em 1625 chegaram outros casais com Francisco Coelho de Carvalho; nos navios N. S. da Palma e São Rafael, tendo como capitão Manoel do Vale, chegaram 50 casais em 1676; e nos navios N. S. da Penha de França e São Francisco Xavier vieram mais colonos.

## Subdivisões
O Maranhão é composto por 217 municípios, que se distribuem em 22 regiões geográficas imediatas, que, por sua vez, estão agrupadas em cinco regiões geográficas intermediárias, segundo a divisão do Instituto Brasileiro de Geografia e Estatística (IBGE) vigente desde 2017.
As regiões geográficas intermediárias foram apresentadas em 2017, com a atualização da divisão regional do Brasil, e correspondem a uma revisão das antigas mesorregiões, que estavam em vigor desde a divisão de 1989. As regiões geográficas imediatas, por sua vez, substituíram as microrregiões. Na divisão vigente até 2017, os municípios do estado distribuiam-se em 21 microrregiões e cinco mesorregiões, segundo o IBGE.

Mapa do Maranhão dividido em municípios

| Região geográfica intermediária | Código | Número de municípios | Regiões geográficas imediatas | Código | Número de municípios |
| ------------------------------- | ------ | -------------------- | ----------------------------- | ------ | -------------------- |
| São Luís                        | 2101   | 73                   | São Luís                      | 210001 | 13                   |
| São Luís                        | 2101   | 73                   | Pinheiro                      | 210002 | 11                   |
| São Luís                        | 2101   | 73                   | Chapadinha                    | 210003 | 10                   |
| São Luís                        | 2101   | 73                   | Itapecuru Mirim               | 210004 | 9                    |
| São Luís                        | 2101   | 73                   | Viana                         | 210005 | 10                   |
| São Luís                        | 2101   | 73                   | Barreirinhas                  | 210006 | 4                    |
| São Luís                        | 2101   | 73                   | Tutóia-Araioses               | 210007 | 7                    |
| São Luís                        | 2101   | 73                   | Cururupu                      | 210008 | 9                    |
| Santa Inês-Bacabal              | 2102   | 59                   | Santa Inês                    | 210009 | 15                   |
| Santa Inês-Bacabal              | 2102   | 59                   | Bacabal                       | 210010 | 16                   |
| Santa Inês-Bacabal              | 2102   | 59                   | Governador Nunes Freire       | 210011 | 14                   |
| Santa Inês-Bacabal              | 2102   | 59                   | Pedreiras                     | 210012 | 14                   |
| Caxias                          | 2103   | 14                   | Caxias                        | 210013 | 6                    |
| Caxias                          | 2103   | 14                   | Timon                         | 210014 | 4                    |
| Caxias                          | 2103   | 14                   | Codó                          | 210015 | 4                    |
| Presidente Dutra                | 2104   | 28                   | Presidente Dutra              | 210016 | 13                   |
| Presidente Dutra                | 2104   | 28                   | São João dos Patos            | 210017 | 11                   |
| Presidente Dutra                | 2104   | 28                   | Colinas                       | 210018 | 4                    |
| Imperatriz                      | 2105   | 43                   | Imperatriz                    | 210019 | 17                   |
| Imperatriz                      | 2105   | 43                   | Barra do Corda                | 210020 | 9                    |
| Imperatriz                      | 2105   | 43                   | Açailândia                    | 210021 | 5                    |
| Imperatriz                      | 2105   | 43                   | Balsas                        | 210022 | 12                   |

## Economia
No último quarto do século XVIII, o Maranhão foi uma das poucas regiões brasileiras que prosperou economicamente. Isto deveu-se em grande parte à política adotada por Sebastião José de Carvalho e Melo na luta contra a Ordem dos Jesuítas. Os colonos maranhenses eram adversários tradicionais dos jesuítas na luta pela escravização dos índios. Pombal ajudou-lhes criando uma companhia de comércio altamente capitalizada para auxiliar no desenvolvimento da região. De outra banda, a alteração no mercado mundial de produtos tropicais, provocada pela Guerra de Independência dos Estados Unidos e pela Revolução Industrial também contribuíram sobremaneira para o desenvolvimento econômico do Maranhão. Os dirigentes da companhia perceberam que o algodão e o arroz eram os produtos cuja procura crescia com mais intensidade, de modo que concentraram recursos na produção destes dois produtos. No fim da época colonial, o Maranhão recebeu em seu porto de cem a cento e cinquenta navios por ano, chegando a exportar um milhão de libras.

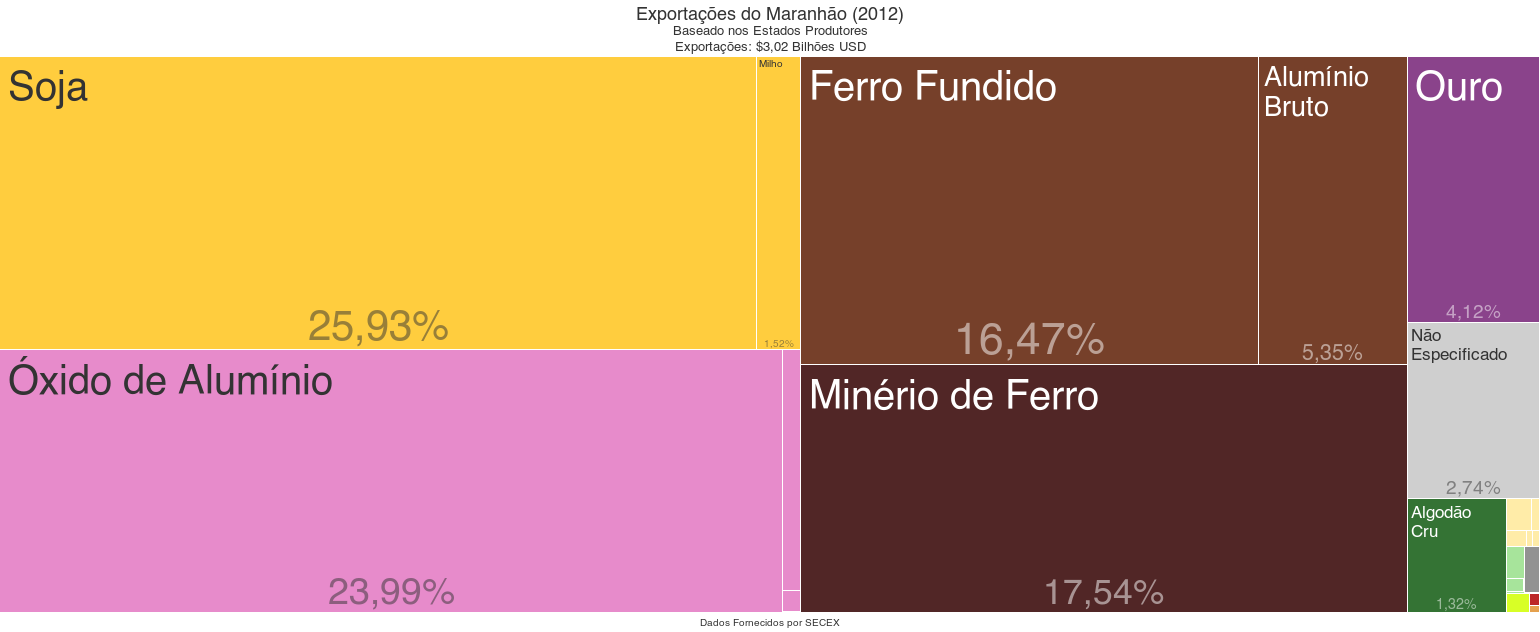
Exportações do Maranhão - (2012)

A economia maranhense foi uma das mais prósperas do país até a metade do século XIX. Mas após o fim da Guerra Civil Americana, quando perdeu espaço na exportação de algodão, o estado entrou em colapso, agravado pelo abandono gerado pelos governos imperial e republicano; somente após o final da década de 1960 no século XX o estado passou a receber incentivos e saiu do isolamento, com ligações férreas e rodoviárias com outras regiões. A inauguração do Porto do Itaqui, em São Luís, um dos mais profundos e movimentados do país, serviu para escoar a produção industrial e de minério de ferro vinda de trem da Serra dos Carajás, atividade explorada pela Vale. A estratégica proximidade com os mercados europeus e norte-americanos fez do Porto do Itaqui uma atraente opção de exportação, mas padece de maior navegação de cabotagem. A economia estadual atualmente baseia-se na indústria de transformação de alumínio, alimentícia, celulose, madeireira, extrativismo (babaçu), agricultura (soja, mandioca, arroz, milho), na pecuária, produção de gás natural e nos serviços.[carece de fontes?]

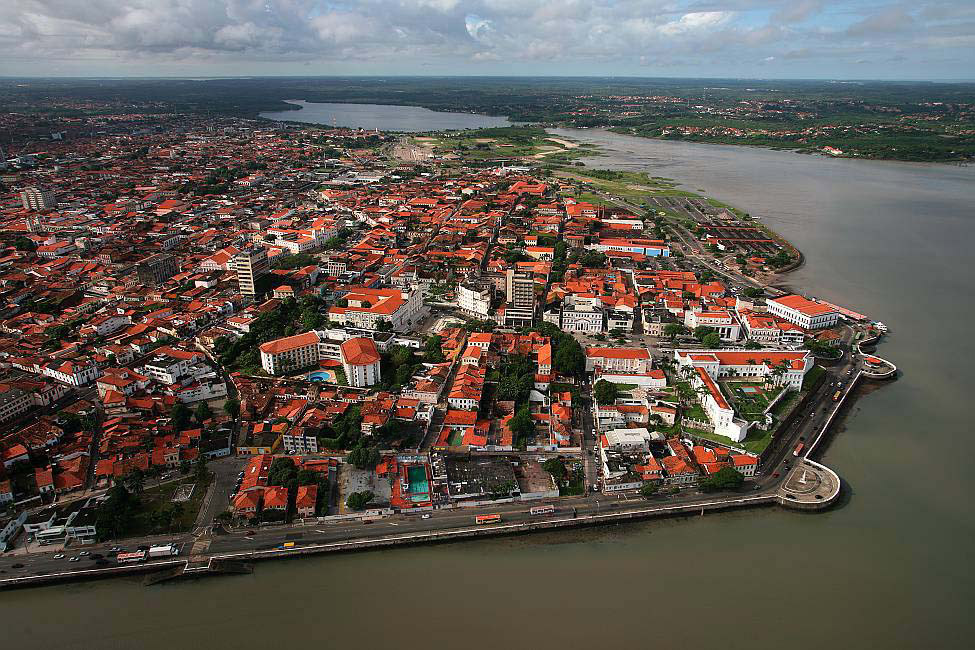
São Luís, o principal polo econômico do estado

São Luís concentra grande parte do produto interno bruto do estado; a capital passa por um processo marcante de crescimento econômico, sediando mais de três universidades (duas públicas e uma privada), além de uma dezena de centros de ensino e faculdades particulares. A expansão imobiliária é visível, mas o custo de vida ainda é bastante elevado e a exclusão social, acentuada. Há grande dependência de empregos públicos. Sua pauta de exportação, em 2012, se baseou principalmente em Soja (25,93%), Oxido de Alumínio (23,99%), Minério de Ferro (17,54%), Ferro Fundido 16,47%) e Alumínio Bruto (5,35%).
A agricultura e a pecuária são atividades importantes na economia do Maranhão, além da pesca, que lhe dá a liderança na produção de pescado artesanal do país. Afinal, o estado possui 640 km de litoral, o segundo maior do Brasil, que fornece produtos bastante utilizados na culinária regional, como o camarão, caranguejo e sururu. O Maranhão aumentou a produção de grãos, em 2000, e teve significativo crescimento industrial, de acordo com a Sudene. Apesar disso, o estado está entre os mais pobres do país.[carece de fontes?]

### Agricultura

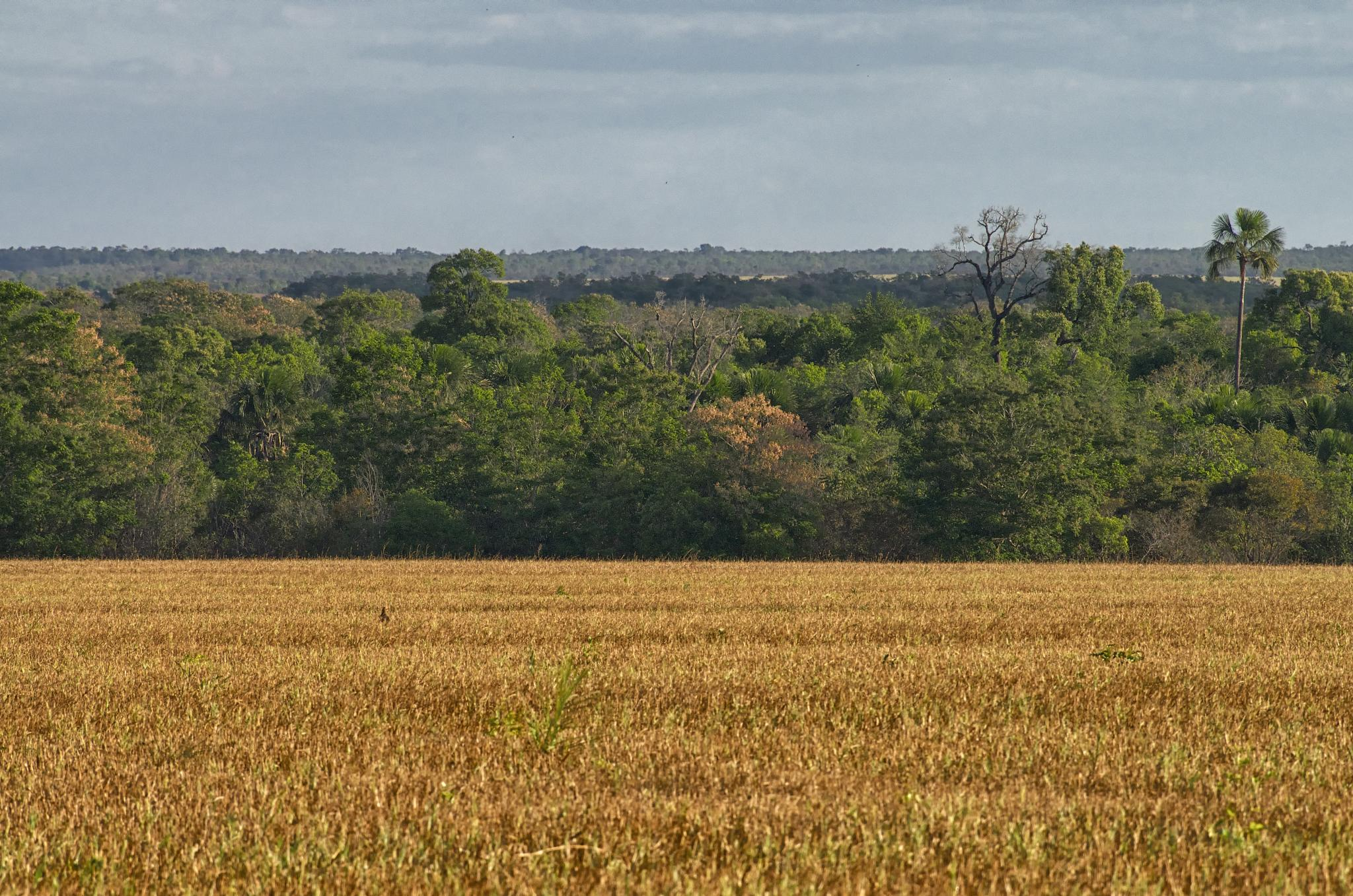
Plantação de soja em Balsas (MA)

Conforme dados da CONAB, o Maranhão é o segundo maior produtor agrícola do Nordeste. O setor agrícola maranhense destaca-se na produção de arroz (5º estado de maior produtividade de arroz do país e o 1º do Nordeste.), cana-de-açúcar (2,5 milhões de toneladas em 2018), mandioca (3º maior produtor do Nordeste e 12º maior produtor do Brasil em 2019, com 464 mil toneladas), milho (3º maior produtor do Nordeste, cerca de 1,3 milhão de toneladas em 2018), soja (2º maior produtor da região Nordeste, cerca de 3 milhões de toneladas em 2019), algodão (2º maior produtor do Nordeste) e eucalipto.
O sul do estado é um dos maiores polos de produção de grãos do país. A região a cada ano alcança novos recordes de produtividade. O principal produto agrícola é a soja, que chegou a 2 milhões de toneladas na última safra, em 2015. Tal produção coloca o Maranhão como o segundo maior produtor da região, atrás da Bahia. A região sul do Estado concentra a produção de soja, com destaque ao município de Balsas que em 2015 produziu 501 668 toneladas, com 181 764 de área plantada e 181 764 de área colhida, rendimento médio 2 760 kg/ha. Outros municípios que se destacam na produção de soja são: Tasso Fragoso, Sambaíba, Riachão, Alto Paraíba e Carolina. Com a construção do Terminal de Grãos do Maranhão (Tegram) no Porto do Itaqui, ampliou-se a capacidade de armazenamento e exportação de grãos como soja, milho e arroz, utilizando-se da infraestrutura da Ferrovia Carajás e da Ferrovia Norte Sul para escoamento da produção do sul do estado, bem como dos estados de Tocantins, Goiás e Mato Grosso.

### Indústria
O Maranhão tinha em 2018 um PIB industrial de R$ 16,1 bilhões, equivalente a 1,2% da indústria nacional e empregando 74.593 trabalhadores na indústria. Os principais setores industriais são: Serviços Industriais de Utilidade Pública, como Energia Elétrica e Água (29,5%), Construção (24,2%), Metalurgia (20,4%), Celulose e papel (10,7%) e Alimentos (3,7%). Estes 5 setores concentram 88,5% da indústria do estado.

### Turismo

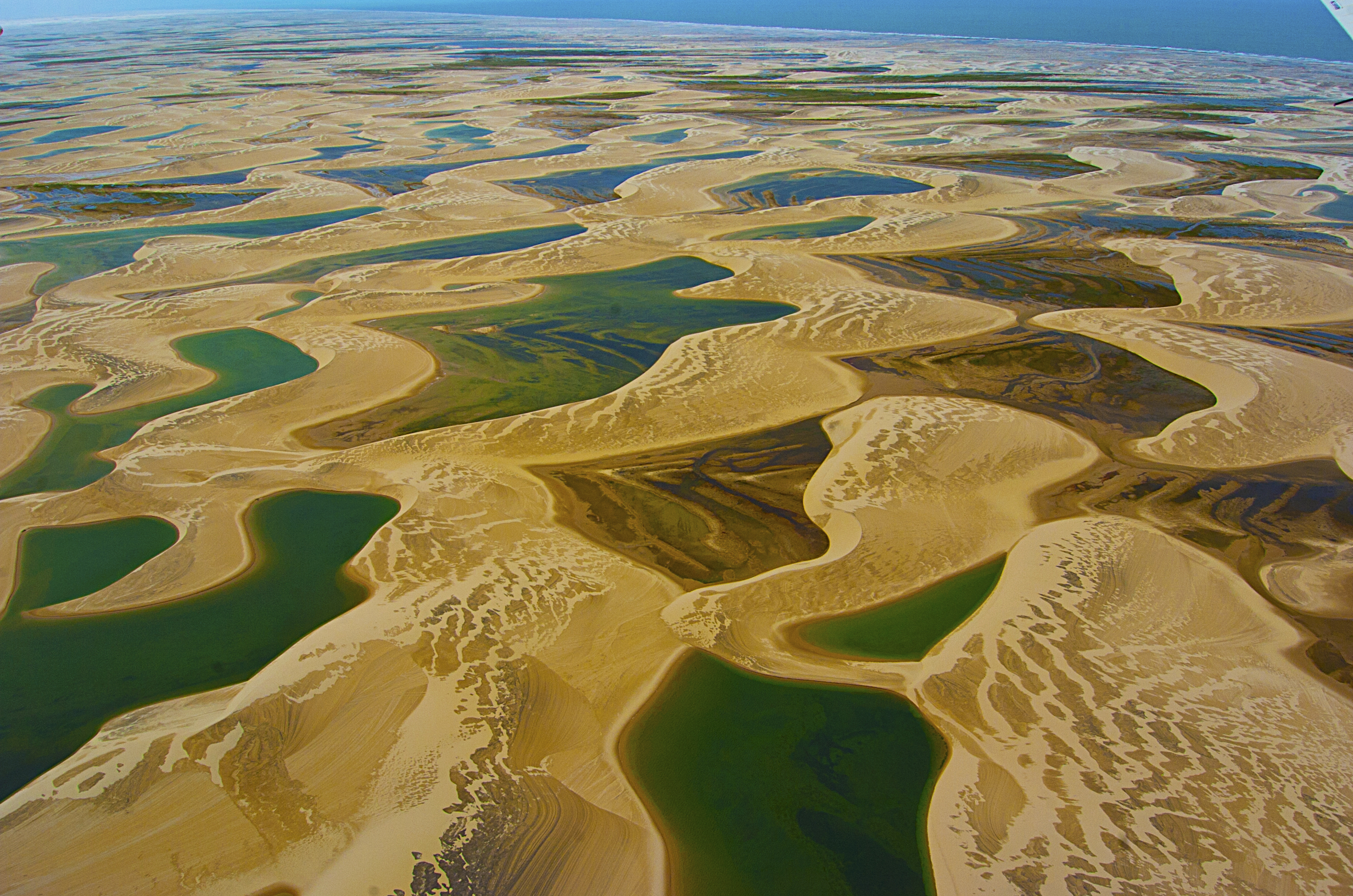
Parque Nacional dos Lençóis Maranhenses.

O Maranhão, por ser localizado num bioma de transição entre o sertão nordestino e a Amazônia, apresenta ao visitante uma mescla de ecossistemas somente comparada, no Brasil, com a do Pantanal Mato-Grossense. Possui mais de 640 km de litoral, sendo, portanto, o estado com o segundo maior litoral brasileiro, superado apenas pela Bahia. O turismo que se exerce nesse estado pode classificar-se em dois tipos: turismo ecológico e turismo cultural/religioso.[carece de fontes?]
O Maranhão tem o privilégio de possuir, devido à exuberante mistura de aspectos da geografia, a maior diversidade de ecossistemas de todo o País. São 640 quilômetros de extensão de praias tropicais, floresta amazônica, cerrados, mangues, delta em mar aberto e o único deserto do mundo com milhares de lagoas de águas cristalinas. Essa diversidade está organizada em cinco polos turísticos, cada um com seus atrativos naturais, culturais e arquitetônicos. São eles: o polo turístico de São Luís, o centro histórico de Alcântara, o Parque Nacional dos Lençóis Maranhenses, o Parque Nacional da Chapada das Mesas, o Delta do Parnaíba (o terceiro maior delta oceânico do mundo) e o polo da Floresta dos Guarás.[carece de fontes?]
O Parque Nacional dos Lençóis Maranhenses, situado no litoral oriental do Maranhão, envolve os municípios de Humberto de Campos, Primeira Cruz, Santo Amaro e Barreirinhas. Seu maior atrativo é o Parque Nacional dos Lençóis Maranhenses, belo e intrigante fenômeno da natureza, um paraíso ecológico com 155 mil hectares de dunas, rios, lagoas e manguezais. O Parque Nacional da Chapada das Mesas possui uma área de 160 046 hectares de cerrado localizado no Sudoeste Maranhense. Possui cachoeiras, trilhas ecológicas em cavernas e desfiladeiros, rappel, sítios arqueológicos com inscrições rupestres e rios de águas cristalinas. As principais cidades do polo são Estreito, Carolina e Riachão.[carece de fontes?]

## Infraestrutura
A população de grande parte do estado ainda sofre com problemas de saneamento básico, desnutrição infantil e renda per capita. O Maranhão apresenta altos índices de desnutrição entre as crianças de zero a cinco anos, de acordo com levantamento do Fundo da Nações Unidas para a Infância feito em 1999.[carece de fontes?]

### Energia

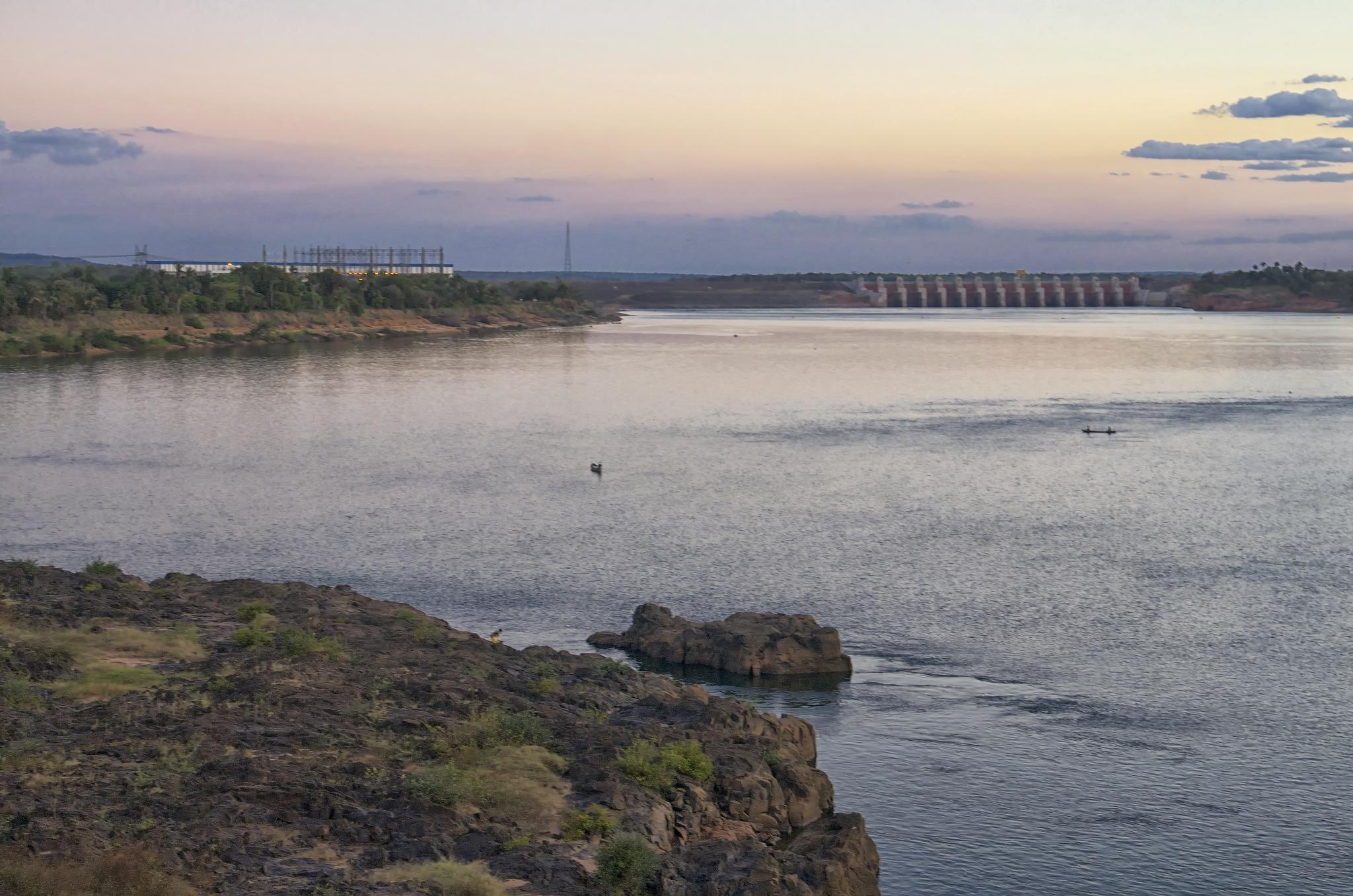
Usina Hidrelétrica Estreito

O estado conta com um eficiente sistema de abastecimento de energia, através da Subestação da Eletronorte instalada no Distrito Industrial do Município de Imperatriz, além de estar bastante próxima às hidroelétricas de Estreito (1 087 megawatts) e de Serra Quebrada (em projeto). O estado do Maranhão buscou diversificar sua matriz energética e também conta com usinas própriasː 4 usinas com capacidade total de 1 428 MW, utilizando gás natural (Complexo Termelétrico Paraíba); 2 usinas com capacidade de 330 MW, utilizando óleo combustível (a Usina Termelétrica Gera Maranhão, em Miranda do Norte); 1 usina com capacidade de 360 MW, utilizando carvão mineral (Usina Termelétrica Porto do Itaqui); 1 usina com capacidade de 254 MW, utilizando biomassa (Usina Termelétrica Suzano Maranhão, pertencente à Suzano Papel e Celulose); uma usina hidráulica com capacidade de 1 087 MW (Usina Hidrelétrica de Estreito); e o Complexo Eólico Delta 3 com capacidade de 221 MW. Atualmente, o estado produz mais energia do que consome.
Atualmente, a exploração de gás na Bacia do Parnaíba tem capacidade de produzir até 8,4 milhões de m³ de gás por dia, explorados pela empresa Eneva, utilizados na produção de energia termelétrica, com a implantação de 153 km de gasodutos, ao custo do investimento de R$ 9 bilhões. A concessionária de energia elétrica que cobre o Maranhão é a Companhia Energética do Maranhão e os serviços de distribuição e comercialização de gás canalizado no Maranhão é feito pela Companhia Maranhense de Gás.

### Educação
| Ano        | Português         | Redação           |
| ---------- | ----------------- | ----------------- |
| 2006 Média | 31,35 (24º) 36,90 | 48,93 (22º) 52,08 |
| 2007 Média | 45,15 (21º) 51,52 | 54,84 (16º) 55,99 |
| 2008 Média | 35,62 (21º) 41,69 | 57,99 (17º) 59,35 |

De acordo com dados divulgados pelo Instituto Brasileiro de Geografia e Estatística em 2009, o Maranhão possui o maior número de crianças entre oito e nove anos de idade analfabetas no país. Quase quarenta por cento das crianças do estado nessa faixa etária não sabem ler e escrever, enquanto que a média nacional é de 11,5 por cento. Os dados do instituto, porém, não oferecem um diagnóstico completo da situação, pois baseiam-se somente na informação de pais sobre se seus filhos sabem ler e escrever um bilhete simples. Em 2006, os alunos do Maranhão obtiveram a quarta pior nota na prova do Exame Nacional do Ensino Médio de língua portuguesa. Em 2007, obtiveram a sétima pior, que foi mantida na avaliação de 2008. Na redação, os alunos saíram-se um pouco melhor, apresentando a sexta pior nota em 2006 e subindo seis posições em 2007.
Em 2013 o Maranhão obteve a segunda pior nota entre os estados brasileiros no Programa Internacional de Avaliação de Estudantes (PISA, na sigla em inglês) em suas provas de matemática, leitura e ciências, ficando à frente apenas do estado de Alagoas. As principais universidades públicas do estado são: Universidade Federal do Maranhão (UFMA); Universidade Estadual do Maranhão (UEMA); Instituto Federal do Maranhão (IFMA) e Universidade Estadual da Região Tocantina do Maranhão (UEMASUL).  O Instituto Estadual de Educação, Ciência e Tecnologia do Maranhão (IEMA) comanda a educação profissional técnica de nível médio no estado.

### Transportes
Aeroportos

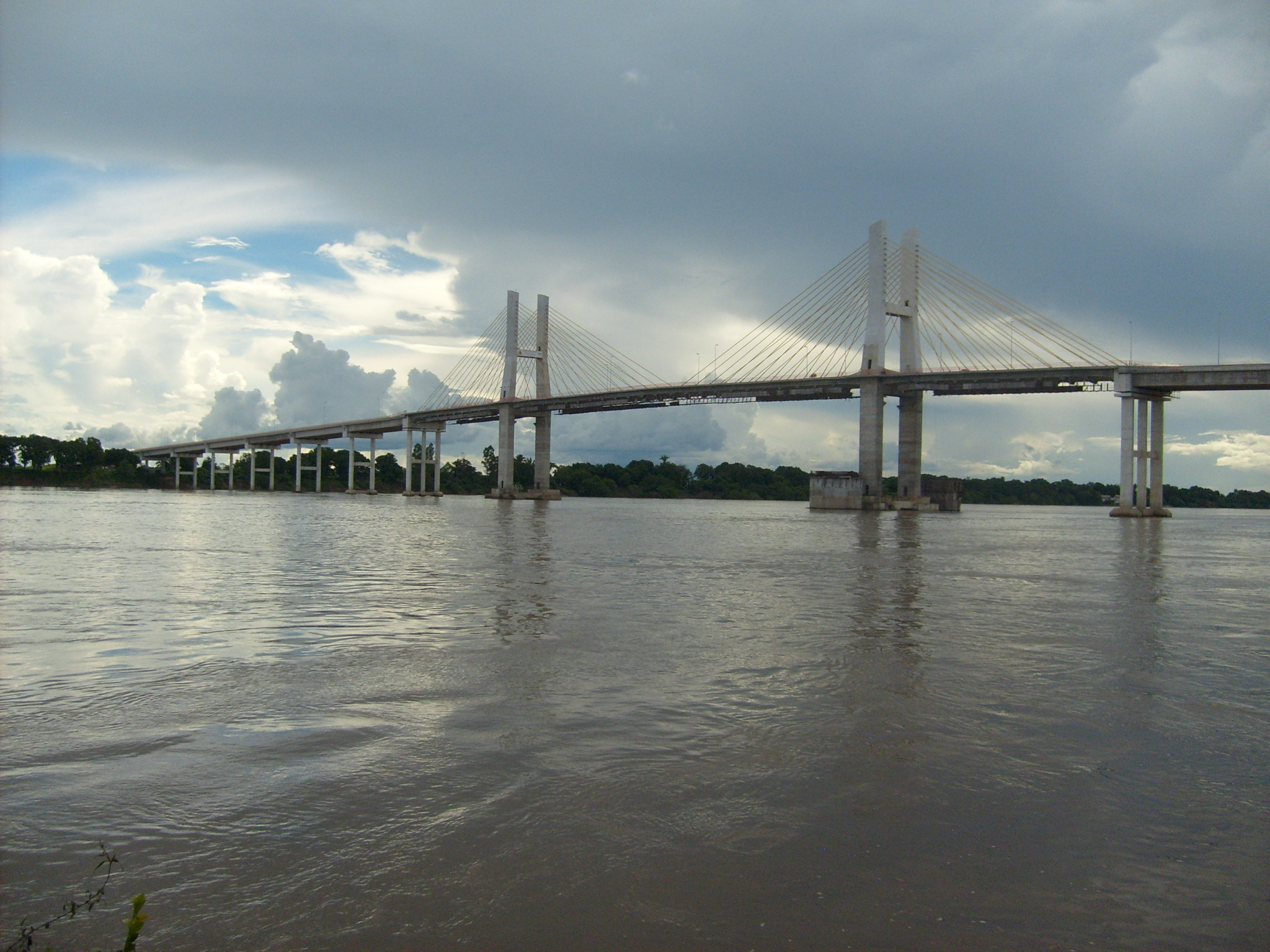
Ponte que interliga o estado do Maranhão ao Tocantins sobre o rio em Imperatriz

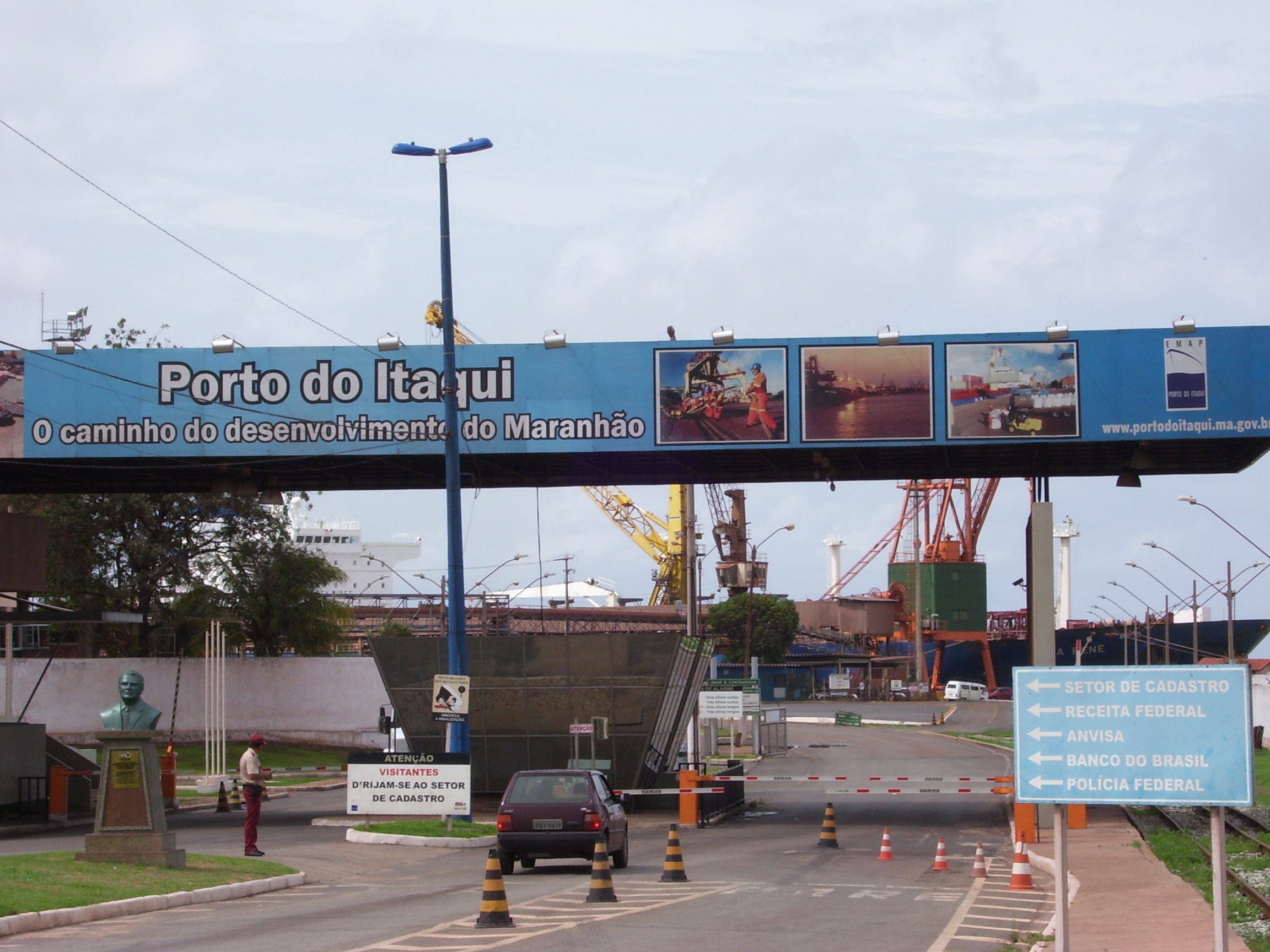
Porto do Itaqui

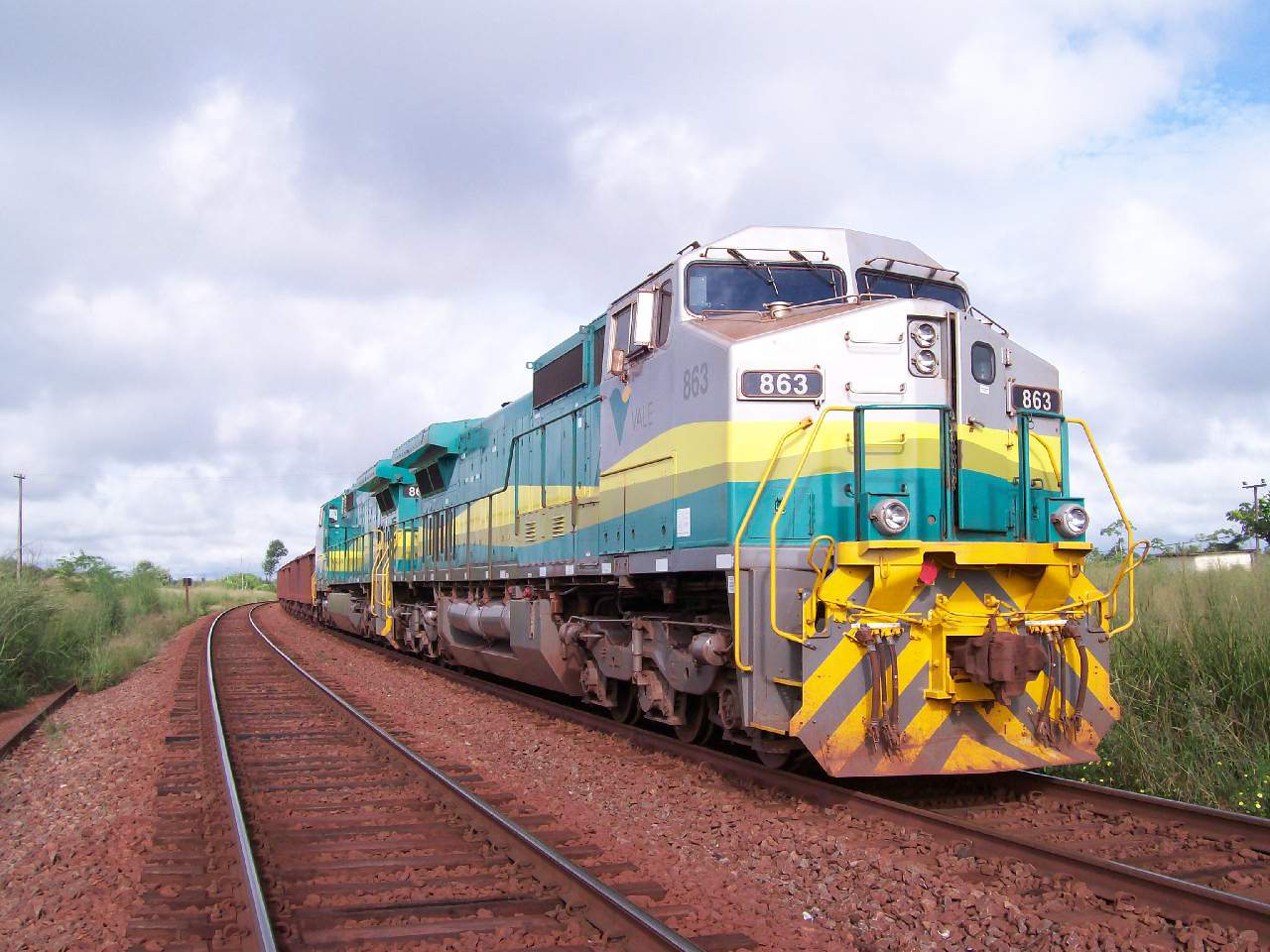
Estrada de Ferro Carajás

- Aeroporto Internacional Marechal Cunha Machado (São Luís)
- Base Aérea de Alcântara - Centro de Lançamento de Alcântara (Alcântara)
- Aeroporto Prefeito Renato Moreira (Imperatriz)
- Aeroporto Regional João Silva (Santa Inês)
- Aeroporto Regional de Balsas (Balsas)
- Aeroporto de Carolina - Brigadeiro Lysias Augusto Rodrigues
- Aeroporto Regional de Bacabal (Bacabal)
- Aeroporto de Pinheiro

Portos
- Porto do Itaqui
- Porto da Alumar
- Terminal Marítimo Ponta da Madeira
- Cujupe
- Porto São Luís

Terminais rodoviários
- Terminal Rodoviário Bacabal
- Terminal Rodoviário de São Luís
- Terminal Rodoviário de Imperatriz
- Terminal Rodoviário de Caxias

Rodovias
- Rodovia Belém-Brasília (BR-010)
- Rodovia Transamazônica (BR-230)
- BR-135
- BR-316
- BR-222
- BR-226

Ferrovias
- Estrada de Ferro Carajás (EFC)
- Ferrovia Norte-Sul (EF-151)
- Ferrovia São Luís-Teresina
- Superintendência Reg. Recife (SR 1)

## Cultura

### Culinária

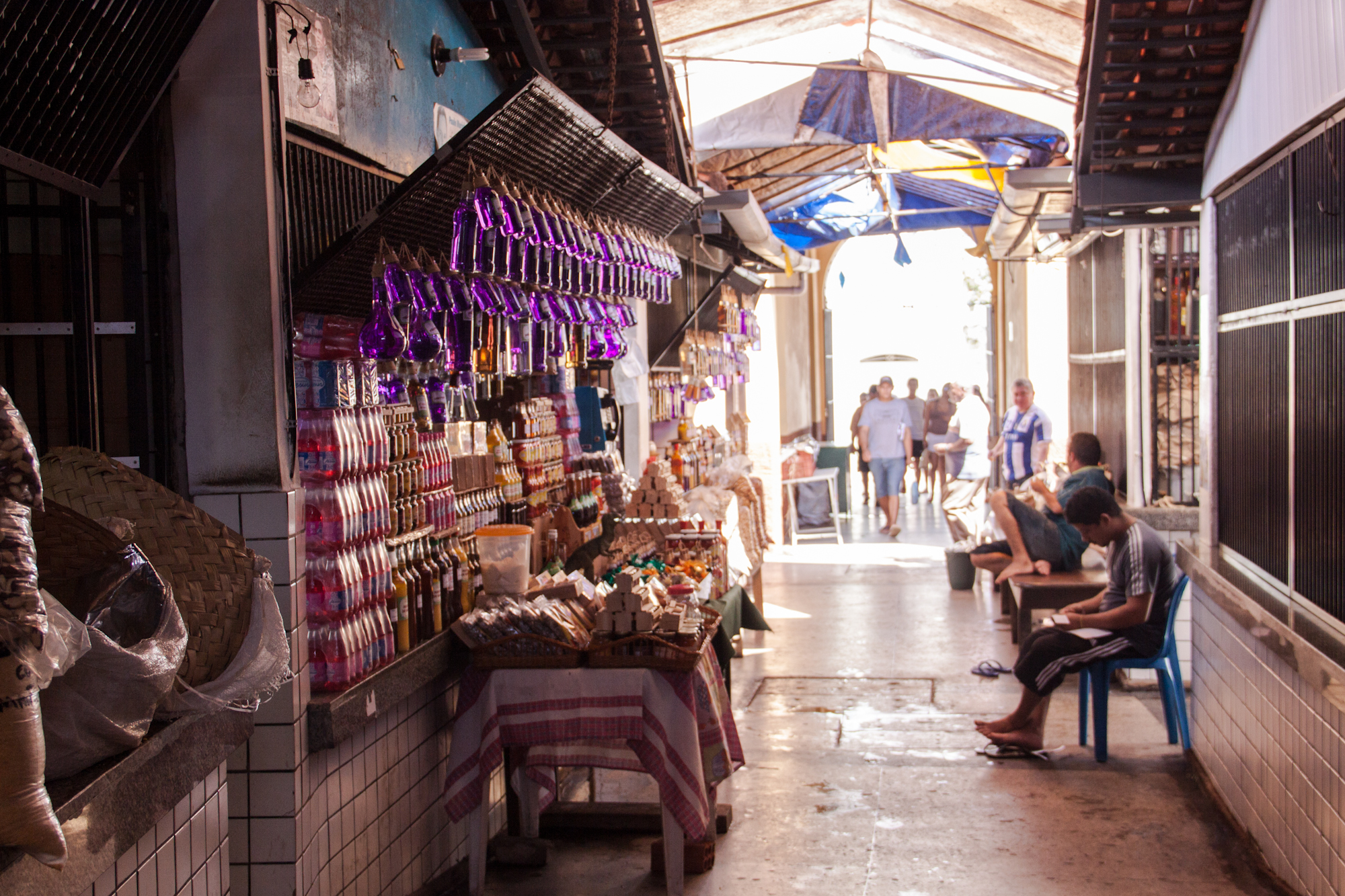
Tiquira vendida em mercado em São Luís

A cozinha maranhense sofreu influência francesa,[carece de fontes?] portuguesa, africana e indígena. O tempero é diferenciado, fazendo-se uso de ingredientes como cheiro-verde (coentro e cebolinha verde), cominho em pó e pimenta-do-reino. No Maranhão, é marcante a presença de peixes e frutos do mar como camarão, sururu, caranguejo, siri, pescada, robalo, tainha, curimbatá, mero, surubim e outros peixes de água doce e salgada. Além de consumirem-se outros pratos como sarrabulho, dobradinha, mocotó, carne-de-sol, galinha ao molho pardo, todos acompanhados de farinha d'água. Da farta cozinha maranhense, destacam-se o arroz de cuxá, símbolo da culinária do Maranhão, feito com uma mistura de gergelim, farinha seca, camarão seco, pimenta-de-cheiro e o ingrediente especial  — a vinagreira (hortaliça de origem africana muito comum no Maranhão).
Dentre os bolos consumidos pelos maranhenses, podem ser destacados o bolo de macaxeira e o de tapioca. As sobremesas típicas da mesa maranhense são os doces portugueses e uma infinidade de doces, pudins e sorvetes feitos de frutas nativas como bacuri, buriti, murici, jenipapo, tamarindo, caju, cupuaçu, jaca etc. A juçara — nome popular e local de açaí— é muito apreciada pelos maranhenses, consumida com farinha, camarão, peixe, carne-de-sol ou mesmo em forma de suco, sorvete e pudim. Dada a importância da "juçara" na cultura maranhense, realiza-se anualmente a Festa da Juçara. A panelada, um cozido preparado a partir de vísceras da vaca, é popular em Imperatriz, segunda maior cidade do estado, e oferece-se em diversos pontos da cidade.

### Esportes
No estado nasceram os medalhistas olímpicos Rayssa Leal, no Skate; José Carlos Moreira, no atletismo; e Nyeme Costa, no vôlei. Também é o estado natal de Ana Paula, campeã mundial de Handebol em 2013.
No Futebol, o Maranhão é bem participativo no âmbito nacional. Dentro do estado, anualmente acontece o Campeonato Maranhense, organizado pela Federação Maranhense de Futebol. O principal time do Estado é o Sampaio Corrêa, que possui três campeonatos nacionais, uma inédita Copa do Nordeste, além de possuir 37 títulos estaduais.
Junto com o Moto Club, realizam o Superclássico, considerado o maior clássico do Estado, com mais de 316 confrontos, com partidas que estão entre as maiores médias de público do nordeste.